# Ulf Schröder
Ulf Schröder es un deportista sueco que compitió en vela en la clase Star. Ganó una medalla de oro en el Campeonato Mundial de Star de 1969.

## Palmarés internacional
| Campeonato Mundial | Campeonato Mundial         | Campeonato Mundial | Campeonato Mundial |
| Año                | Lugar                      | Medalla            | Clase              |
| ------------------ | -------------------------- | ------------------ | ------------------ |
| 1969               | San Diego (Estados Unidos) | Medalla de oro     | Star               |